# Palystes johnstoni
Palystes johnstoni là một loài nhện trong họ Sparassidae.
Loài này thuộc chi Palystes. Palystes johnstoni được Mary Agard Pocock miêu tả năm 1896.